# 埃尔茨
埃尔茨是德国黑森州的一个市镇。总面积16.86平方公里，总人口8003人，其中男性3865人，女性4138人（2011年12月31日），人口密度475人/平方公里。